# Oliivka, Oleksandria
Oliivka (în ucraineană Оліївка) este un sat în comuna Bandurivka din raionul Oleksandria, regiunea Kirovohrad, Ucraina.

## Demografie
Componența lingvistică a localității Oliivka
     Ucraineană (97,37%)
     Rusă (2,63%)
Conform recensământului din 2001, majoritatea populației localității Oliivka era vorbitoare de ucraineană (97,37%), existând în minoritate și vorbitori de rusă (2,63%).